# Розела чорноголова
Розела чорноголова (Barnardius zonarius) — вид папугоподібних птахів родини Psittaculidae. Ендемік Австралії.

## Поширення
Його ареал охоплює третину австралійського континенту і простягається від Західної Австралії до Південної Австралії, аж до Порт-Лінкольна. Є також три ізольовані популяції, одна в північному Квінсленді та Північній території, інша в південному Квінсленді та північному Новому Південному Уельсі. Мешкає в евкаліптових лісах і водотоках, порослих евкаліптом. Вид зграйний і в залежності від умов може бути осілим або кочовим.

## Підвиди
- B. z. zonarius (Shaw, 1805) — західно-центральна та південно-центральна Західна Австралія до західної та центральної Південної Австралії; на схід від меридіана 120°E;
- B. z. semitorquatus (Quoy & Gaimard, 1832) — південний захід Західної Австралії;
- B. z. barnardi (Vigors & Horsfield, 1827) — південно-східна Австралія;
- B. z. macgillivrayi (North, 1900) — східна Північна територія на північний захід від Квінсленда.

## Опис
Папужка завдовжки до 37 сантиметрів. Номінальна форма важить від 121 до 126 грамів. Підвид B. z. semitorquatus, який зустрічається на крайньому південному заході Австралії, є значно важчим і досягає ваги до 206 грам. Птах має чорні голову та шию, а також чорну верхню частину щоки. Нижня частина щік віддає синьо-фіолетовим кольором. Горло і грудка темно-зелені. У деяких особин це оперення злегка блакитне. Вузька жовта смуга тягнеться вниз по шиї. Верхня сторона тіла темно-зелена з синюватим відтінком на крупі, надхвостовій кришці та малих криючих крилах. Зовнішні середні криючі крил жовтувато-зелені і стають зеленувато-синіми до кінчиків. Внутрішні криючі крил темно-зелені. Черево жовте, стає жовтувато-зеленим у напрямку до заднього проходу та підхвістя.
Самиці схожі на самців і мають однакове забарвлення, але в цілому мають більш тьмяне оперення з більш чорно-коричневим оперенням. Молоді птахи схожі на самок, але мають помітно коричневішу голову. Спільним для всіх незрілих молодих птахів є блакитна смужка під крилами.
Підвид B. z. occidentalis, який зустрічається на південь і захід від Великої піщаної пустелі, має загалом світліше забарвлення оперення. Її нижня частина щоки світло-блакитна, а живіт лимонно-жовтий. Підвид B. z. semitorquatus має яскраву червону пов'язку.